# 多脉荩草
多脉荩草（学名：Arthraxon multinervis）为禾本科荩草属下的一个种。該植物柄长0.5毫米。花果期10-12月。主要分佈于中華人民共和國贵州海拔1200米的山坡草丛中。